# 물체

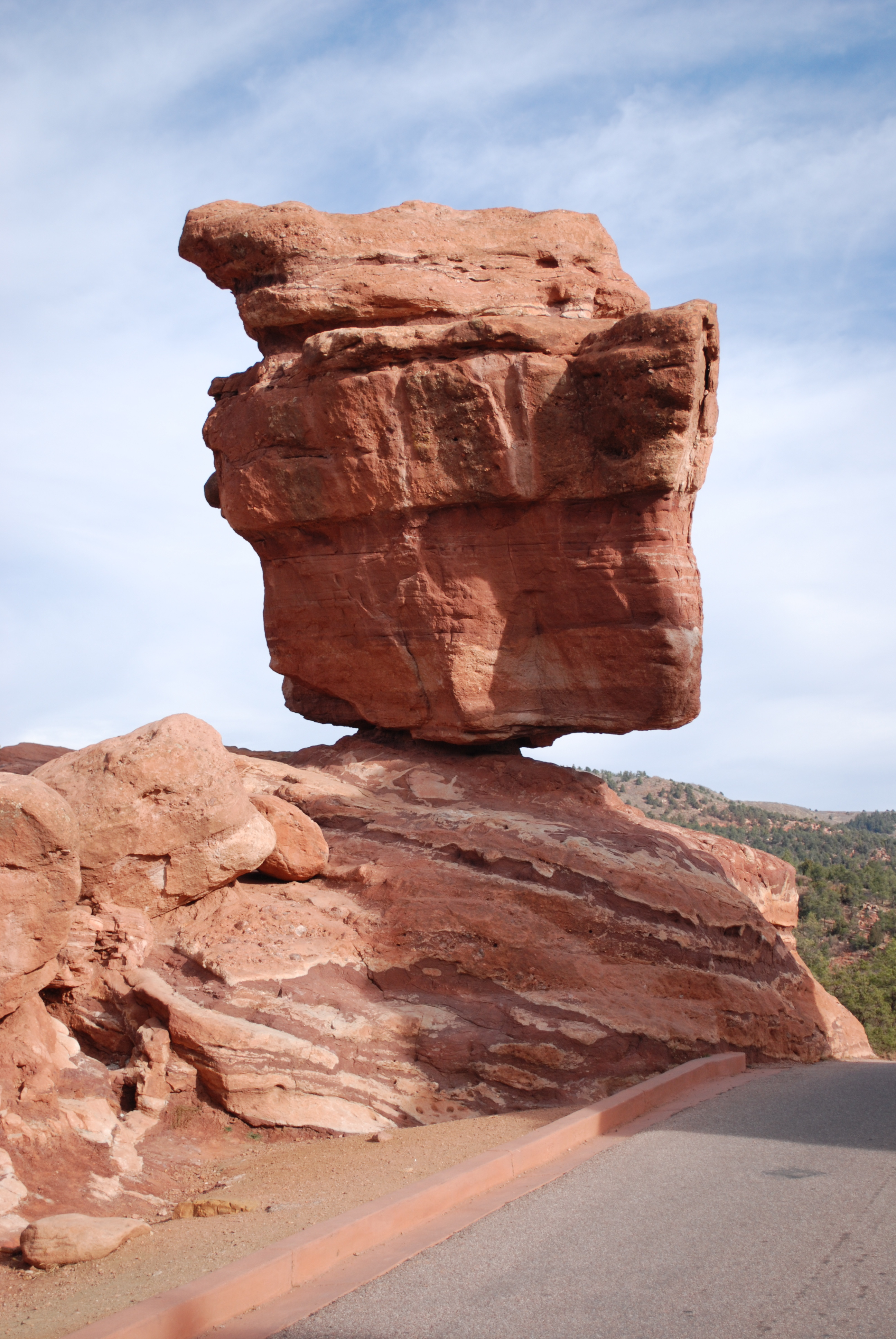

물리학에서 다루는 물체(物體)는 물질로 이루어진 하나의 사물을 의미한다. 예를 들어 하나의 물체로 다루어지는 야구공은 여러 종류의 물질들로 이루어진 사물이다. 물체는 고전역학, 양자역학 등의 물리학에서 실험 및 측정의 대상으로 다룬다. 고전역학이나 양자 역학에서는 물체의 위치, 상태, 운동과 에너지에 의한 변화를 관찰, 실험하여 그 원리를 밝히는 이론을 세운다.

## 고전 역학
고전역학에서 물체를 다루어 연구하는 것에는 다음과 같은 것들이 있다.

### 자유낙하운동
아이작 뉴턴이 떨어지는 사과를 보고 개념을 정리하였다는 일화가 전해 내려온다. 지구와 물체 사이의 중력 작용에 의해 일어나는 운동이다. 들고 있는 물체를 가만히 놓았을 때 관찰할 수 있다. 자유낙하 운동이 일어날 때 작용하는 가속도를 중력 가속도라 하며 흔히 g로 표기한다.

### 진자운동
실에 매달린 추의 흔들림과 같은 운동을 진자운동이라 한다. 갈릴레오 갈릴레이가 관찰한 뒤 시계에 응용했다는 일화가 있다. 푸코의 진자가 유명하다.
진자가 내려갔다가 다시 돌아오는 시간을 주기 T 라고 하고 중력가속도는 g 진자의 실의 길이를 l이라하면 T= 2π√(l/g)의 식을 따른다.

### 포물선운동
던져진 물체는 포물선을 그리며 날아간다. 이러한 운동의 성질을 이용하여 총탄이나 포탄의 궤적을 연구하는 학문을 탄도학이라고 한다.

## 양자역학
양자역학에서 물체를 다루어 연구하는 것에는 다음과 같은 것들이 있다.

### 흑체 복사
빛을 온전히 흡수하는 물체를 흑체라 한다. 완전 밀폐된 공동이 일정한 온도에 있을 때 일어나는 내부 복사는 같은 온도의 흑체에서 일어나는 복사와 같다. 우주 역시 일종의 동공으로 취급되며 우주에서 일어나는 복사를 배경 복사라 한다.

## 같이 보기
- 인체